# Harry Van Barneveld
Harry Van Barneveld (Ámsterdam, Países Bajos, 18 de febrero de 1967) es un deportista belga que compitió en judo.
Participó en los Juegos Olímpicos de Atlanta 1996, obteniendo una medalla de bronce en la categoría de +95 kg. Ganó dos medallas en el Campeonato Mundial de Judo, en los años 1997 y 1999, y once medallas en el Campeonato Europeo de Judo entre los años 1989 y 1998.

## Palmarés internacional
| Juegos Olímpicos   | Juegos Olímpicos         | Juegos Olímpicos  | Juegos Olímpicos |
| Año                | Lugar                    | Medalla           | Categoría        |
| ------------------ | ------------------------ | ----------------- | ---------------- |
| 1996               | Atlanta (Estados Unidos) | Medalla de bronce | +95 kg           |
| Campeonato Mundial |                          |                   |                  |
| Año                | Lugar                    | Medalla           | Categoría        |
| 1997               | París (Francia)          | Medalla de bronce | Abierta          |
| 1999               | Birmingham (Reino Unido) | Medalla de bronce | Abierta          |
| Campeonato Europeo |                          |                   |                  |
| Año                | Lugar                    | Medalla           | Categoría        |
| 1989               | Helsinki (Finlandia)     | Medalla de bronce | Abierta          |
| 1990               | Fráncfort (RFA)          | Medalla de plata  | +95 kg           |
| 1990               | Fráncfort (RFA)          | Medalla de plata  | Abierta          |
| 1992               | París (Francia)          | Medalla de bronce | Abierta          |
| 1993               | Atenas (Grecia)          | Medalla de plata  | Abierta          |
| 1994               | Gdańsk (Polonia)         | Medalla de plata  | Abierta          |
| 1995               | Birmingham (Reino Unido) | Medalla de bronce | Abierta          |
| 1996               | La Haya (Países Bajos)   | Medalla de bronce | Abierta          |
| 1997               | Ostende (Bélgica)        | Medalla de oro    | Abierta          |
| 1997               | Ostende (Bélgica)        | Medalla de bronce | +95 kg           |
| 1998               | Oviedo (España)          | Medalla de plata  | Abierta          |